# Фудбалска репрезентација Литваније
Фудбалска репрезентација Литваније је национална репрезентација Литваније под управом Фудбалског савеза Литваније (Лиетувос футболо федерација). Члан је Светске фудбалске федерације ФИФА од 1923, поново од 1992. године, а Европске фудбалске уније УЕФА од 1992. године.
Прву утакмицу одиграла је 24. јуна 1923, када је изгубила од Естоније. Литванија је 1940. припојена СССРу, а након осамостаљења 1990.. прву утакмицу играла је 27. маја против Грузије.
Највећа победа Литванаца је постигнута 1995. на Балтичком Купу против Естоније.
Литванија је према резултатима једна од слабијих фудбалских репрезентација у Европи, углавном зато што фудбал није најпопуларнији спорт у држави. Тај случај појављује се у још малом броју држава. Главни спорт у Литванији је кошарка, јер су Литванци по статистици једни од највиших људи на свету.
Репрезентација Литваније до данас није учествовала на светским и европским првенствима, као и на олимпијским играма.
На ФИФА ранг листи за октобар 2021. Литванија се налази на 135. месту.
Боја дресова репрезентације је жута и зелена.

## Успеси

### Светска првенства
| Година       | Коло                  |
| ------------ | --------------------- |
| 1930         | Није учествовала      |
| 1934 до 1938 | Није се квалификовала |
| 1950 до 1990 | Као Совјетски Савез   |
| 1994 до 2022 | Није се квалификовала |
| Укупно       | 0/11                  |

### Европска првенства
| Година       | Коло                  |
| ------------ | --------------------- |
| 1960 до 1992 | Као Совјетски Савез   |
| 1996 до 2024 | Није се квалификовала |
| Укупно       | 0/8                   |

## Досадашњи тренери
| Име                     | Период    |
| ----------------------- | --------- |
| Бењаминас Зелкевичијус  | 1990—1991 |
| Алгимантас Љубинскас    | 1992—1994 |
| Бењаминас Зелкевичијус  | 1995—1997 |
| Кестутис Латожа         | 1998—1999 |
| Робертас Тауткус (в.д.) | 1999      |
| Стасис Станкус          | 2000      |
| Јулијус Кведарас (в.д.) | 2000      |
| Бењаминас Зелкевичијус  | 2001—2003 |
| Алгимантас Љубинскас    | 2003—2008 |
| Жозе Косеиро            | 2008—2009 |
| Раимондас Жутаутас      | 2010—2011 |
| Чаба Ласло              | 2012—2013 |
| Игорис Панкратјевас     | 2013—2015 |
| Едгарас Јанкаускас      | 2016—2018 |
| Валдас Урбонас          | 2019—2021 |
| Валдас Иванаускас       | 2021—     |

## Познатији фудбалери
- Деивидас Шемберас
- Едгарас Јанкаускас
- Томас Данилевичиус
- Аурелијус Скарбалијус
- Маријус Станкевичијус

## Тренутни састав
Ажурирано 12. новембра 2021. након утакмице против Северне Ирске
| Бр. | Поз. | Играч                     | Датум рођења       | Наступи | Голови | Клуб                 |
| --- | ---- | ------------------------- | ------------------ | ------- | ------ | -------------------- |
| 16  | Г    | Ернестас Шеткус (Капитен) | 25. мај 1985.      | 36      | 0      | Хапоел Тел Авив      |
|     | Г    | Едвинас Гертмонас         | 1. јун 1996.       | 1       | 0      | Жалгирис             |
| 1   | Г    | Титас Крапикас            | 3. јануар 1999.    | 0       | 0      | Тернана              |
| 12  | Г    | Игнас Плукас              | 8. децембар 1999.  | 0       | 0      | Хегелман Литауен     |
|     |      |                           |                    |         |        |                      |
| 8   | О    | Егидијус Ваиткунас        | 8. август 1988.    | 59      | 0      | Кауно Жалгирис       |
|     | О    | Едвинас Гирдваинис        | 19. јануар 1993.   | 35      | 0      | Кауно Жалгирис       |
| 3   | О    | Витас Гашпуитис           | 4. март 1994.      | 10      | 0      | Данфермлин атлетик   |
| 2   | О    | Бенас Шаткус              | 1. април 2001.     | 7       | 0      | Нирнберг 2           |
| 21  | О    | Доминикас Бараускас       | 18. април 1997.    | 4       | 0      | Ритерјај             |
|     |      |                           |                    |         |        |                      |
| 11  | С    | Арвидас Новиковас         | 18. децембар 1990. | 76      | 12     | Ерзурумспор          |
| 18  | С    | Овидијус Вербицкас        | 4. јул 1993.       | 30      | 1      | Жалгирис             |
| 19  | С    | Донатас Казлаускас        | 31. март 1994.     | 30      | 2      | Академика Клинчени   |
| 17  | С    | Јустас Ласицкас           | 6. октобар 1997.   | 29      | 1      | Вождовац             |
| 20  | С    | Домантас Шимкус           | 10. фебруар 1996.  | 23      | 0      | Сабаил               |
| 5   | С    | Мартинас Дапкус           | 16. фебруар 1993.  | 16      | 0      | Кауно Жалгирис       |
| 13  | С    | Линас Мегелаитис          | 9. септембар 1998. | 8       | 0      | Витербезе            |
| 7   | С    | Ернестас Велијулис        | 22. август 1992.   | 4       | 0      | Паневежис            |
| 15  | С    | Гиједријус Матулевичијус  | 5. март 1997.      | 3       | 0      | Судува               |
| 23  | С    | Вилијус Арманавичијус     | 8. мај 1995.       | 2       | 0      | Хегелман Литауен     |
|     |      |                           |                    |         |        |                      |
| 10  | Н    | Федор Черних              | 21. мај 1991.      | 70      | 11     | Јагелонија Бјалисток |
| 9   | Н    | Каролис Лаукжемис         | 11. март 1992.     | 26      | 2      | Кајзар               |
| 22  | Н    | Едгарас Дубицкас          | 8. јул 1998.       | 4       | 0      | Пјаченца             |
| 6   | Н    | Армандас Кучис            | 27. фебруар 2003.  | 0       | 0      | Калмар               |

## Резултати

### Мечеви Литваније и Србије
|    | Датум              | Противник          | Резултат    | Стрелци                                                | Стадион                        | Гладалаца | Врста                     |
| -- | ------------------ | ------------------ | ----------- | ------------------------------------------------------ | ------------------------------ | --------- | ------------------------- |
| 1. | 17. април 2002.    | Југославија        | 1 : 4 (1:2) | Заутас (20); Илић (16), Кежман (36, 76), Брновић (87)  | Стадион ФК Сартид, Смедерево   | 15.000    | Пријатељска               |
| 2. | 3. септембар 2005. | Србија и Црна Гора | 0 : 2 (0:1) | Кежман, Илић                                           | Стадион Црвена звезда, Београд | 33.000    | КСП                       |
| 3. | 8. октобар 2005.   | Србија и Црна Гора | 0 : 2 (0:1) | Кежман, Вукић                                          | Стадион Вилњус, Вилњус         | 1.500     | КСП                       |
| 4. | 11. октобар 2008.  | Србија             | 0 : 3 (0:2) | Ивановић, Крсић, Жигић                                 | Стадион Црвена звезда, Београд | 15.000    | КСП 2010.                 |
| 5. | 14. октобар 2009.  | Србија             | 2 : 1       | Тошић (60)                                             | Стадион Судуве, Каунас         | 2.000     | Квалификације за СП 2010. |
| 6. | 7. септембар 2018. | Србија             | 0 : 1       | Тадић (38) (пен)                                       | Стадион ЛФФ, Вилњус            | 4.638     | УЕФА Лига нација          |
| 7. | 20. новембар 2018. | Србија             | 1 : 4       | Жулпа (51) (аг) Митровић (58) Пријовић (71) Љајић (74) | Стадион Партизана, Београд     | 2.088     | УЕФА Лига нација          |
| 8. | 10. јун 2019.      | Србија             | 1 : 4       | Митровић (20, 34) Јовић (35) Љајић (90+2)              | Стадион Рајко Митић, Београд   | 0         | Квалификације за ЕП 2020. |
| 9. | 14. октобар 2019.  | Србија             | 1 : 2       | Митровић (36, 78)                                      | Стадион ЛФФ, Вилњус            | 6.373     | Квалификације за ЕП 2020. |

Укупан биланс
| # | Тим                | Од. | П | Н | И | ГД | ГП | ГР  |
| - | ------------------ | --- | - | - | - | -- | -- | --- |
| 1 | Југославија        | 1   | 0 | 0 | 1 | 1  | 4  | -3  |
| 2 | Србија и Црна Гора | 2   | 0 | 0 | 2 | 0  | 4  | -4  |
| 3 | Србија             | 6   | 1 | 0 | 5 | 5  | 15 | -10 |
|   | Укупно             | 9   | 1 | 0 | 8 | 6  | 23 | -17 |